# Епархия Осма-Сории
Епархия Осма-Сории (лат. Dioecesis Oxomensis-Soriana, исп. Diócesis de Osma-Soria) — католическая епархия латинского обряда, расположенная в провинции Сория, Испания.

## История
Существуют свидетельства существования епархии в городе Осма с VI века. Первое документальное свидетельство относится к 597 году, епархия тогда принадлежала церковной провинции Толедо. Во время мусульманской оккупации епархия была уничтожена. После реконкисты город Осма сменил своё местоположение и стал называться Бурго-де-Осма. В 1011 году там была восстановлена католическая епархия. В XIII веке началось строительство готического собора Успения.
9 марта 1959 года название епархии было изменено на «епархия Осма-Сории», а собор Святого Петра в городе Сория получил статус сокафедрального собора.

## Современное состояние
Епархия объединяет приходы провинции Сория и является суффраганной по отношению к архиепархии Бургоса. С 2017 года епархию возглавляет епископ Абилио Мартинес Вареа. Кафедральный собор епархии — Собор Успения Девы Марии в Бурго-де-Осма, сокафедральный собор — собор Святого Петра в Сории.
Почётный статус малой базилики присвоен единственному храму епархии — Базилике Нуэстра-Сеньора-де-лос-Милагрос в городе Агреда.
По данным на 2013 год епархия насчитывала 76 900 католиков, 551 приход и 126 священников. Святыми покровителями епархии считаются святой Пётр из Осмы и святой Доминик.

## Ординарии
...
- Педро Гонсалес де Мендоса (8 июля 1482 — 13 ноября 1482);
- Рафаэль Риарио (15 января 1483 — 24 мая 1493);
- Альфонсо де Фонсека (24 мая 1493 — 26 ноября 1505);

...